# العلاقات الجزائرية الإريترية
العلاقات الجزائرية الإريترية هي العلاقات الثنائية التي تجمع بين الجزائر وإريتريا.

## مقارنة بين البلدين
هذه مقارنة عامة ومرجعية للدولتين:
| وجه المقارنة                                              | الجزائر                      | إريتريا                                      |
| --------------------------------------------------------- | ---------------------------- | -------------------------------------------- |
| المساحة (كم2)                                             | 2.38 مليون                   | 117.60 ألف                                   |
| عدد السكان (نسمة)                                         | 38.81 مليون                  | 6.33 مليون                                   |
| الكثافة السكانية (ن./كم²)                                 | 16.31                        | 53.83                                        |
| العاصمة                                                   | الجزائر                      | أسمرة                                        |
| اللغة الرسمية                                             | اللغة العربية، لغات أمازيغية | اللغة التغرينية، اللغة العربية، لغة إنجليزية |
| العملة                                                    | دينار جزائري                 | ناكفا                                        |
| الناتج المحلي الإجمالي (بليون دولار)                      | 170.37 مليار                 | 2.61 مليار                                   |
| الناتج المحلي الإجمالي (تعادل القوة الشرائية) بليون دولار | 582.63 مليار                 |                                              |
| الناتج المحلي الإجمالي الاسمي للفرد دولار أمريكي          | 4.21 ألف                     |                                              |
| الناتج المحلي الإجمالي للفرد دولار أمريكي                 | 14.19 ألف                    |                                              |
| مؤشر التنمية البشرية                                      | 0.745                        | 0.391                                        |
| رمز المكالمات الدولي                                      | +213                         | +291                                         |
| رمز الإنترنت                                              | .dz                          | .er                                          |
| المنطقة الزمنية                                           | ت ع م+01:00                  | ت ع م+03:00                                  |

## منظمات دولية مشتركة
يشترك البلدان في عضوية مجموعة من المنظمات الدولية، منها:
| علم المنظمة | اسم المنظمة                        | تاريخ انضمام الجزائر | تاريخ انضمام إريتريا |
| ----------- | ---------------------------------- | -------------------- | -------------------- |
|             | مؤسسة التمويل الدولية              | 23 سبتمبر 1990       | 11 أكتوبر 1995       |
|             | منظمة حظر الأسلحة الكيميائية       | ?                    | ?                    |
|             | البنك الإفريقي للتنمية             | ?                    | ?                    |
|             | يونسكو                             | 15 أكتوبر 1962       | 2 سبتمبر 1993        |
|             | الأمم المتحدة                      | 8 أكتوبر 1962        | 28 مايو 1993         |
|             | الاتحاد الدولي للاتصالات           | 3 مايو 1963          | 6 أغسطس 1993         |
|             | منظمة الشرطة الجنائية الدولية      | ?                    | ?                    |
|             | البنك الدولي للإنشاء والتعمير      | 26 سبتمبر 1963       | 6 يوليو 1994         |
|             | الاتحاد البريدي العالمي            | ?                    | ?                    |
|             | مؤسسة التنمية الدولية              | 26 سبتمبر 1963       | 6 يوليو 1994         |
|             | الاتحاد الأفريقي                   | 25 مايو 1963         | ?                    |
|             | وكالة ضمان الاستثمار متعدد الأطراف | 4 يونيو 1996         | 10 سبتمبر 1996       |

## وصلات خارجية
- موقع وزارة الخارجية الجزائرية